# Lettere dall'Islanda
Lettere dall'Islanda (Letters from Iceland) è un diario di viaggio scritto in prosa e versi da Wystan Hugh Auden e Louis MacNeice, pubblicato nel 1937.
Il libro è fatto da una serie di lettere e appunti di viaggio di Auden e MacNeice scritti durante la loro escursione in Islanda nel 1936.
Il contributo di Auden include: una poesia "Journey to Iceland"; una sezione in prosa "For Tourists"; una selezione di scritti sull'Islanda di altri autori "Sheaves from Sagaland"; una lettera in prosa a "E. M. Auden" (E. M. era Erika Mann) la qual lettera include le sue poesie "detective story" e "O who can ever praise enough"; una lettera in prosa al signor Kristian Andreirsson; una lettera in versi liberi a William Coldstream, e, in collaborazione con MacNeice "W. H. Auden and Louis MacNeice: their last will and testament".
Il contributo di MacNeice include: una lettera in versi a Graham e Anne Shepard; lo scritto satirico "Hetty to Nancy"; un "Epilogo" in versi; il sopraccitato "W. H. Auden and Louis MacNeice: their last will and testament".
Auden revisionò le sue sezioni del libro per una nuova edizione pubblicata nel 1966.